# Genêts
Genêts (Genest au XIXe siècle) est une commune française, située dans le département de la Manche en région Normandie, peuplée de 453 habitants.

## Géographie

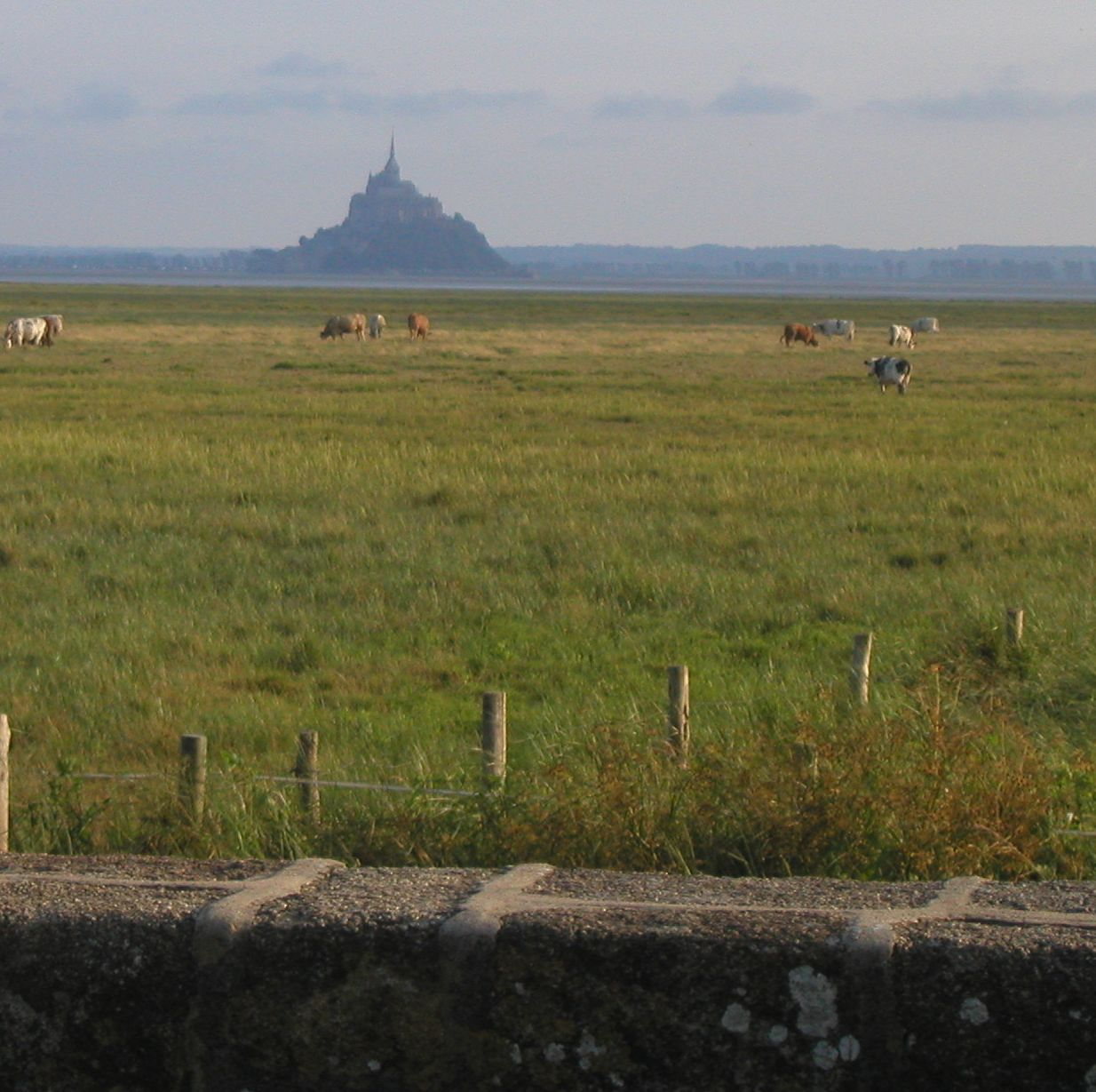
Vue sur le mont Saint-Michel.

### Situation
Le village est situé à l'ouest de l'Avranchin, sur la rive nord de la baie du mont Saint-Michel, offrant une belle vue sur celle-ci, Tombelaine (réserve d'oiseaux) et le mont Saint-Michel. Au nord du village se trouve le bec d'Andaine, qui fut jadis le port très fréquenté de Genêts. Ensablée depuis fort longtemps, il ne reste qu'une plage étendue d’où on peut faire des promenades guidées vers le mont Saint-Michel en passant par Tombelaine. Genêts est limitrophe des communes de Vains, Bacilly et Dragey et est traversée par le Lerre.
Son bourg est à 8 km au sud de Sartilly, à 12 km à l'ouest d'Avranches et à 22 km au sud-est de Granville.
| Dragey-Ronthon (territoire de Dragey) | Dragey-Ronthon (territoire de Dragey) | Bacilly |
| Mer de la Manche                      | Genêts                                | Bacilly |
| Mer de la Manche                      | Mer de la Manche                      | Vains   |

### Système érosion-progradation
L'érosion actuelle de la plage et des dunes de Dragey dans la baie du Mont-Saint-Michel, est à l'origine du recul du littoral d'environ 250 m depuis le milieu du XXe siècle), les produits d'érosion étant transportés jusqu'au bec d'Andaine où la progradation des crêtes de sable (barres sableuses allongées, bien individualisées que tous les trois ou cinq ans, et terminées en crochet) s'érigeant en avant des anciennes dunes bordières, est du même ordre.

### Hydrographie
La commune est située dans le bassin Seine-Normandie. Elle est drainée par la Lerre, la Claire Douves, le ruisseau Chantereine, le cours d'eau 01 de la commune de Genêts, le fossé 01 des Porteaux, le fossé 02 de la commune de Bacilly, la Lerre et le ruisseau de Maye,,.
La Lerre, d'une longueur de 18 km, prend sa source dans la commune du Grippon et se jette  dans la baie du Mont-Saint-Michel sur la commune, après avoir traversé quatre communes. 

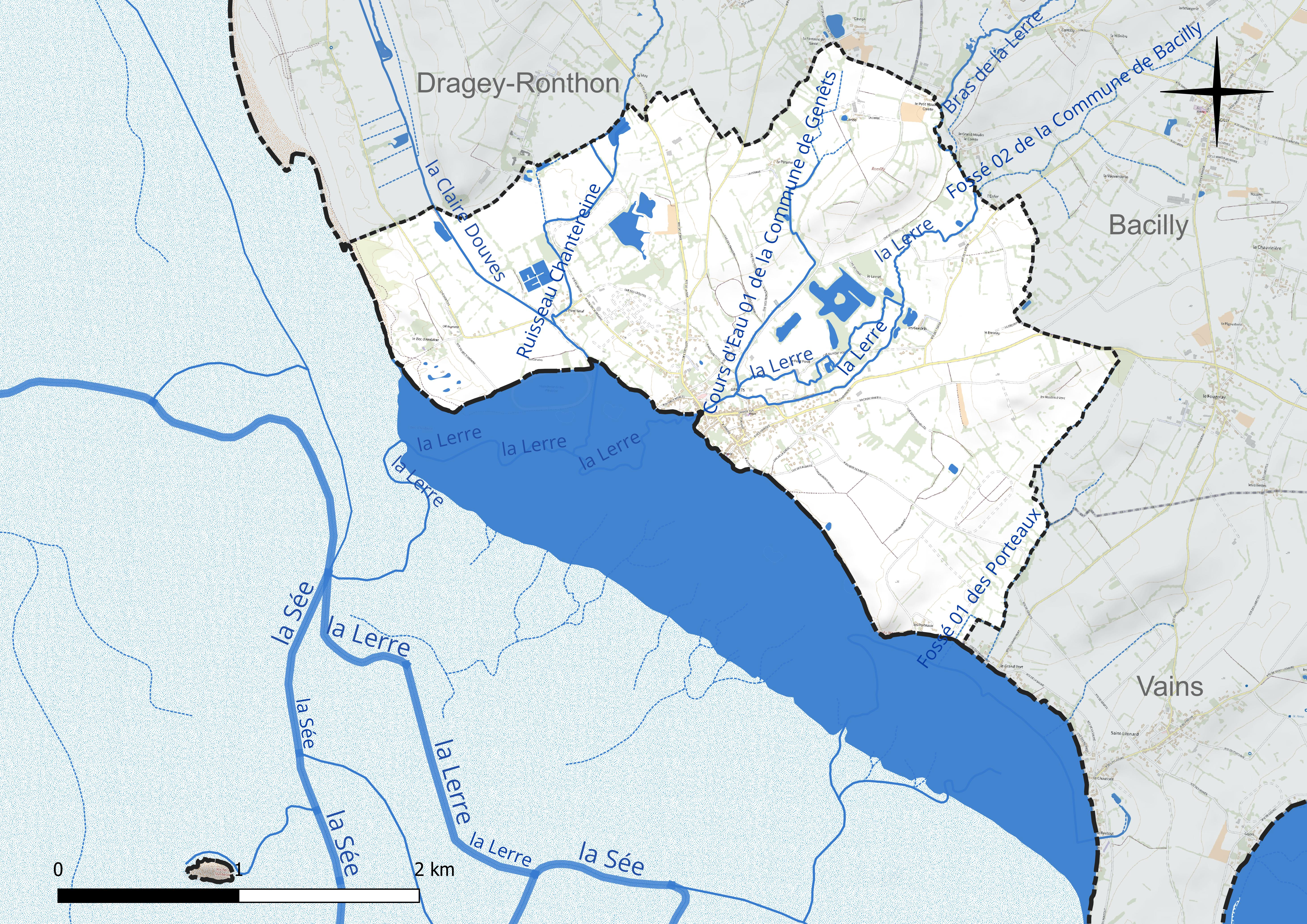
Réseau hydrographique de Genêts.

### Climat
Pour des articles plus généraux, voir Climat de la Normandie et Climat de la Manche.
En 2010, le climat de la commune est de type climat océanique franc, selon une étude du CNRS s'appuyant sur une série de données couvrant la période 1971-2000. En 2020, Météo-France publie une typologie des climats de la France métropolitaine dans laquelle la commune est exposée à un climat océanique et est dans la région climatique  Bretagne orientale et méridionale, Pays nantais, Vendée, caractérisée par une faible pluviométrie en été et une bonne insolation. Parallèlement le GIEC normand, un groupe régional d’experts sur le climat, différencie quant à lui, dans une étude de 2020, trois grands types de climats pour la région Normandie, nuancés à une échelle plus fine par les facteurs géographiques locaux. La commune est, selon ce zonage, exposée à un « climat maritime », correspondant au Cotentin et à l'ouest du département de la Manche, frais, humide et pluvieux, où les contrastes pluviométrique et thermique sont parfois très prononcés en quelques kilomètres quand le relief est marqué.
Pour la période 1971-2000, la température annuelle moyenne est de 11,4 °C, avec une amplitude thermique annuelle de 11,9 °C. Le cumul annuel moyen de précipitations est de 741 mm, avec 12,9 jours de précipitations en janvier et 7,5 jours en juillet. Pour la période 1991-2020, la température moyenne annuelle observée sur la station météorologique la plus proche, située sur la commune de Pontorson à 15 km à vol d'oiseau, est de 11,9 °C et le cumul annuel moyen de précipitations est de 821,3 mm,. Pour l'avenir, les paramètres climatiques de la commune estimés pour 2050 selon différents scénarios d’émission de gaz à effet de serre sont consultables sur un site dédié publié par Météo-France en novembre 2022.

## Urbanisme

### Typologie
Au 1er janvier 2024, Genêts est catégorisée commune rurale à habitat dispersé, selon la nouvelle grille communale de densité à sept niveaux définie par l'Insee en 2022.
Elle est située hors unité urbaine. Par ailleurs la commune fait partie de l'aire d'attraction d'Avranches, dont elle est une commune de la couronne,. Cette aire, qui regroupe 32 communes, est catégorisée dans les aires de moins de 50 000 habitants,.
La commune, bordée par la Manche, est également une commune littorale au sens de la loi du 3 janvier 1986, dite loi littoral. Des dispositions spécifiques d’urbanisme s’y appliquent dès lors afin de préserver les espaces naturels, les sites, les paysages et l’équilibre écologique du littoral, tel le principe d'inconstructibilité, en dehors des espaces urbanisés, sur la bande littorale des 100 mètres, ou plus si le plan local d’urbanisme le prévoit.

### Occupation des sols
L'occupation des sols de la commune, telle qu'elle ressort de la base de données européenne d’occupation biophysique des sols Corine Land Cover (CLC), est marquée par l'importance des territoires agricoles (84,3 % en 2018), en diminution par rapport à 1990 (88,6 %). La répartition détaillée en 2018 est la suivante : zones agricoles hétérogènes (43,5 %), prairies (27,4 %), terres arables (13,3 %), zones urbanisées (8,9 %), milieux à végétation arbustive et/ou herbacée (4,3 %), espaces ouverts, sans ou avec peu de végétation (1,6 %), zones humides côtières (0,9 %). L'évolution de l’occupation des sols de la commune et de ses infrastructures peut être observée sur les différentes représentations cartographiques du territoire : la carte de Cassini (XVIIIe siècle), la carte d'état-major (1820-1866) et les cartes ou photos aériennes de l'IGN pour la période actuelle (1950 à aujourd'hui).

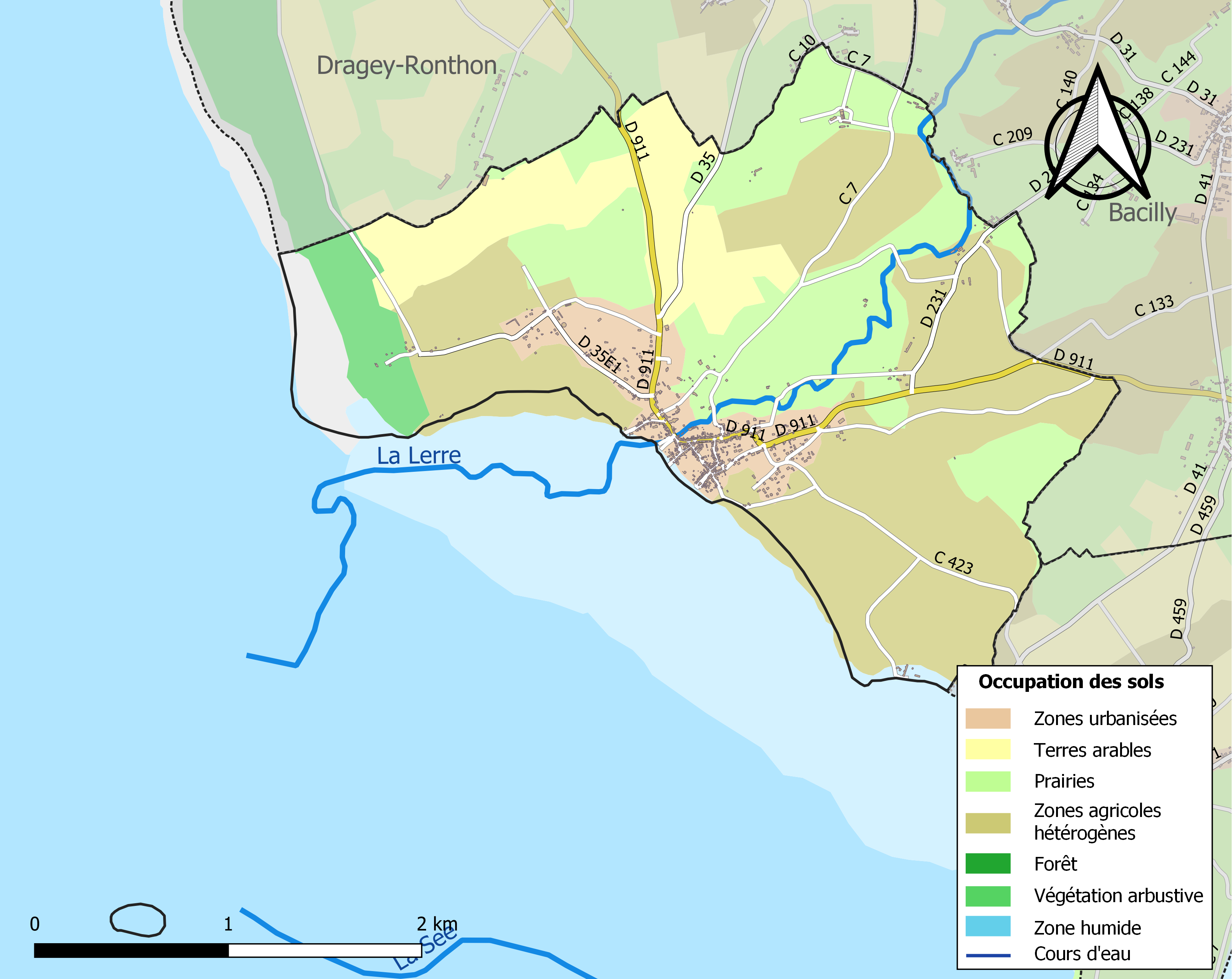
Carte des infrastructures et de l'occupation des sols de la commune en 2018 (CLC).

## Toponymie
Le nom de la localité est attesté sous les formes Genitium au Xe siècle, de Genecio en 1066, Genez en 1115, Genecium en 1140.
Le nom Genêts (jadis de Genicio vers 1060, Genitium, Genecium) est sans rapport avec la plante du même nom (bas latin genĕsta, genista), par contre il correspond bien à sa situation géographique, puisqu'il est basé sur le celtique gen que l'on retrouve dans les environs: Argennes à Saint-Quentin-sur-le-Homme et Ingena, ancien nom d'Avranches. L'archétype devait être *genu- (Genova, Genève) « bouche » Cf. breton genou et gallois genau « bouches », de la sa signification topographique d'« embouchure » et Genêts « endroit près de l'embouchure » (ici celles de la Sée et de la Sélune), soit à l'embouchure de la Lerre sur laquelle l'agglomération est située (allusion à la baie du mont Saint-Michel).
François de Beaurepaire est le premier à rapprocher Genitium / Genecium de l'élément gaulois gen(u)a « bouche; embouchure, estuaire » , dont le radical gen- serait ici suivi d'un suffixe -icium.
Jusqu'en 1893, la graphie officielle de la commune est Genest.
Le gentilé est Genestais.

## Histoire

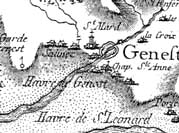
Carte de Genêts publié en 1759. L'estuaire n'est pas encore comblé. Cette carte présente une erreur : le quartier de Salmes y est représenté, or il a été emporté l'année précédente par une conjonction de fortes marées et de divagation de la Sée et de la Sélune.

Le territoire a probablement été celui d'une station romaine. Genêts se trouve à l'aboutissement de trois voies anciennes, celles de Granville, de Coutances et d'Avranches. Les pèlerins se rendant au Mont-Saint-Michel devaient alors quitter la terre ferme et poursuivre leur chemin par la grève.
En 1091, quand le roi Guillaume le Roux et le duc Robert Courteheuse assiégèrent le Mont-Saint-Michel dont s'est emparé leur frère Henri Beauclerc. Robert Courteheuse avait pour quartier général Genêts et le roi Guillaume le Roux à Avranches. Le roi d'Angleterre Henri II, en allant au Mont-Saint-Michel coucha plusieurs fois au village.
Dès le XIe siècle, Genêts était une baronnie appartenant à l'abbaye du Mont-Saint-Michel et était le chef-lieu d'un doyenné de vingt-cinq paroisses.
Robert de Torigni, abbé du Mont-Saint-Michel, relève l'église de Genêts qui tombait en vétusté. L'église est consacrée en 1157 par Herbert, évêque d'Avranches, accompagné de Roger de Bailleul, abbé du Bec-Hellouin.
Genêts a eu à souffir de la Guerre de Cent Ans. La ville et son église sont pillées par les Anglais en 1356. Ils sont chassés par les Navarrais en 1368 et s'installent à Tombelaine en 1372. 
Sous l'abbatiat de Nicolas Le Vitrier, on commence la reconstruction du chœur de l'église, terminé par l'abbé Geoffroy de Servon. L'abbé Pierre Le Roy refait les halles sur la place du marché. La guerre ayant diminué les revenus de l'abbaye, l'abbé réunit à l'abbaye le prieuré de Genêts dont les revenus sont importants. En 1390, le prieuré n'a plus qu'un vicaire représentant le prieur.
Genêts est reprise par les Anglais en 1417. Ils partent de Genêts pour attaquer le Mont-Saint-Michel en 1434 mais ils échouent dans cette tentative. à prendre le Mont qui est défendu par Louis d'Estouteville. Ils sont chassés de Genêts en 1436 mais s'installent sur le rocher de Granville. En 1450, partant de Genêts, le connétable de Richemont reprend Tombelaine aux Anglais à l'issue de la campagne de Normandie.
En 1492, la mer détruit les digues et entraîne la disparition de terres cultivables. En 1524, avecà partir de Jean Le Veneur, les abbés séculiers sont remplacés par des abbés commendataires.
En 1562, pendant les guerres de religion, Genêts est pillée par les troupes protestantes de Montgommery. Un peu plus tard, la ville faisant partie de la Ligue, elle est incendiée par François de Montpensier, fils du duc de Montpensier, prince des Dombes et comte de Mortain. La ville ne s'est pas relevée de cette destruction.
Les bonnes conditions d'abri qu'offrait le port (un arc entre le bec d'Andaine et le Haut Moncel, encadrant l'estuaire du Lerre) lui permet de se développer et de devenir un port assez important de commerce jusqu'au XVe siècle : vin, blé, poissons séchés, plâtres, pierres à chaux, mercerie, draps, étoffes.
Les sources anciennes mentionnent l'activité de ce port. Un commerce de la région, les meules à moulins de Brie et de Champagne a donné son nom au bois des Meules. Au XIVe siècle la population du bourg se monte à 3 000 habitants.
Mais sur les siècles suivant, la baie de Genêts va progressivement s'ensabler et l'estuaire de la Lerre se combler, faisant disparaitre son port. Le village est maintenant séparé de la mer par des marais.
L'affaire criminelle Gaston Durand s'est déroulée à Genets et fut jugée par les assises de la Manche à Coutances le 9 mars 1925.
Le 1er janvier 1973, Genêts s'associe avec Dragey, Ronthon et Saint-Jean-le-Thomas, la commune ainsi formée prenant le nom de Dragey-Tombelaine. Genêts et Saint-Jean-le-Thomas sortent de l'association en 1979, et la commune fusionnée est renommée Dragey, puis Dragey-Ronthon.

## Politique et administration

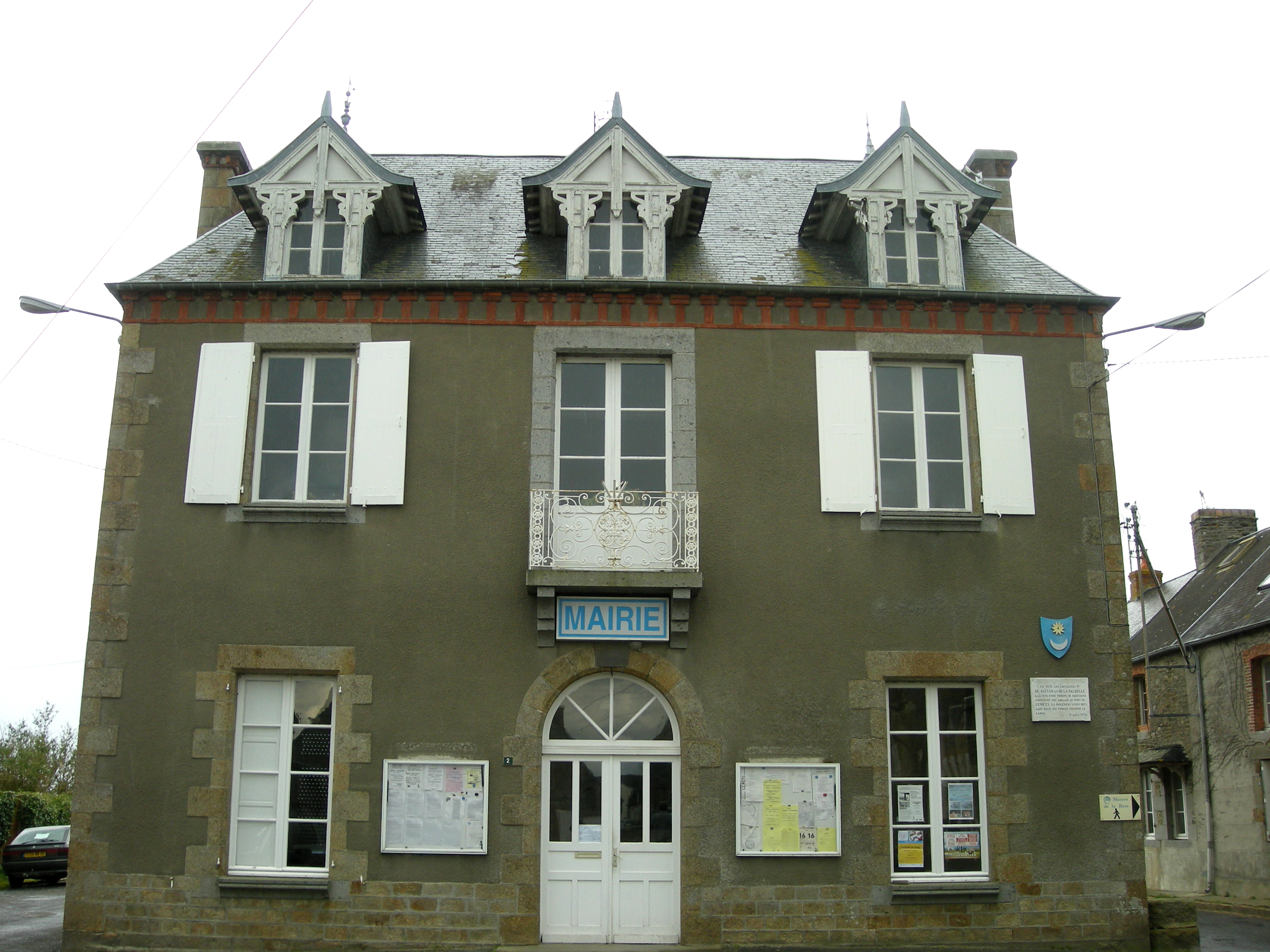
La mairie.

Le conseil municipal est composé de onze membres dont le maire et trois adjoints.

## Démographie
L'évolution du nombre d'habitants est connue à travers les recensements de la population effectués dans la commune depuis 1793. Pour les communes de moins de 10 000 habitants, une enquête de recensement portant sur toute la population est réalisée tous les cinq ans, les populations de référence des années intermédiaires étant quant à elles estimées par interpolation ou extrapolation. Pour la commune, le premier recensement exhaustif entrant dans le cadre du nouveau dispositif a été réalisé en 2005.
En 2022, la commune comptait 453 habitants, en évolution de +5,59 % par rapport à 2016 (Manche : −0,31 %, France hors Mayotte : +2,11 %).
Peuplé d'environ 2 000 habitants au XIVe siècle[réf. nécessaire],Genêts a compté après la mise en place des recensements républicains, jusqu'à 1 017 habitants en 1836.
| 1793 | 1800 | 1806 | 1821 | 1831  | 1836  | 1841 | 1846 | 1851 |
| ---- | ---- | ---- | ---- | ----- | ----- | ---- | ---- | ---- |
| 913  | 900  | 934  | 879  | 1 010 | 1 017 | 951  | 932  | 920  |

| 1856 | 1861 | 1866 | 1872 | 1876 | 1881 | 1886 | 1891 | 1896 |
| ---- | ---- | ---- | ---- | ---- | ---- | ---- | ---- | ---- |
| 960  | 900  | 835  | 776  | 749  | 715  | 647  | 663  | 601  |

| 1901 | 1906 | 1911 | 1921 | 1926 | 1931 | 1936 | 1946 | 1954 |
| ---- | ---- | ---- | ---- | ---- | ---- | ---- | ---- | ---- |
| 606  | 585  | 602  | 480  | 527  | 560  | 543  | 534  | 545  |

| 1962 | 1968 | 1975 | 1982 | 1990 | 1999 | 2005 | 2006 | 2010 |
| ---- | ---- | ---- | ---- | ---- | ---- | ---- | ---- | ---- |
| 532  | 501  | 524  | 524  | 481  | 439  | 439  | 443  | 417  |

| 2015 | 2020 | 2022 | - | - | - | - | - | - |
| ---- | ---- | ---- | - | - | - | - | - | - |
| 431  | 453  | 453  | - | - | - | - | - | - |

## Économie et infrastructure
Le camping est situé entre le village et la plage de sable.

## Culture locale et patrimoine

### Lieux et monuments

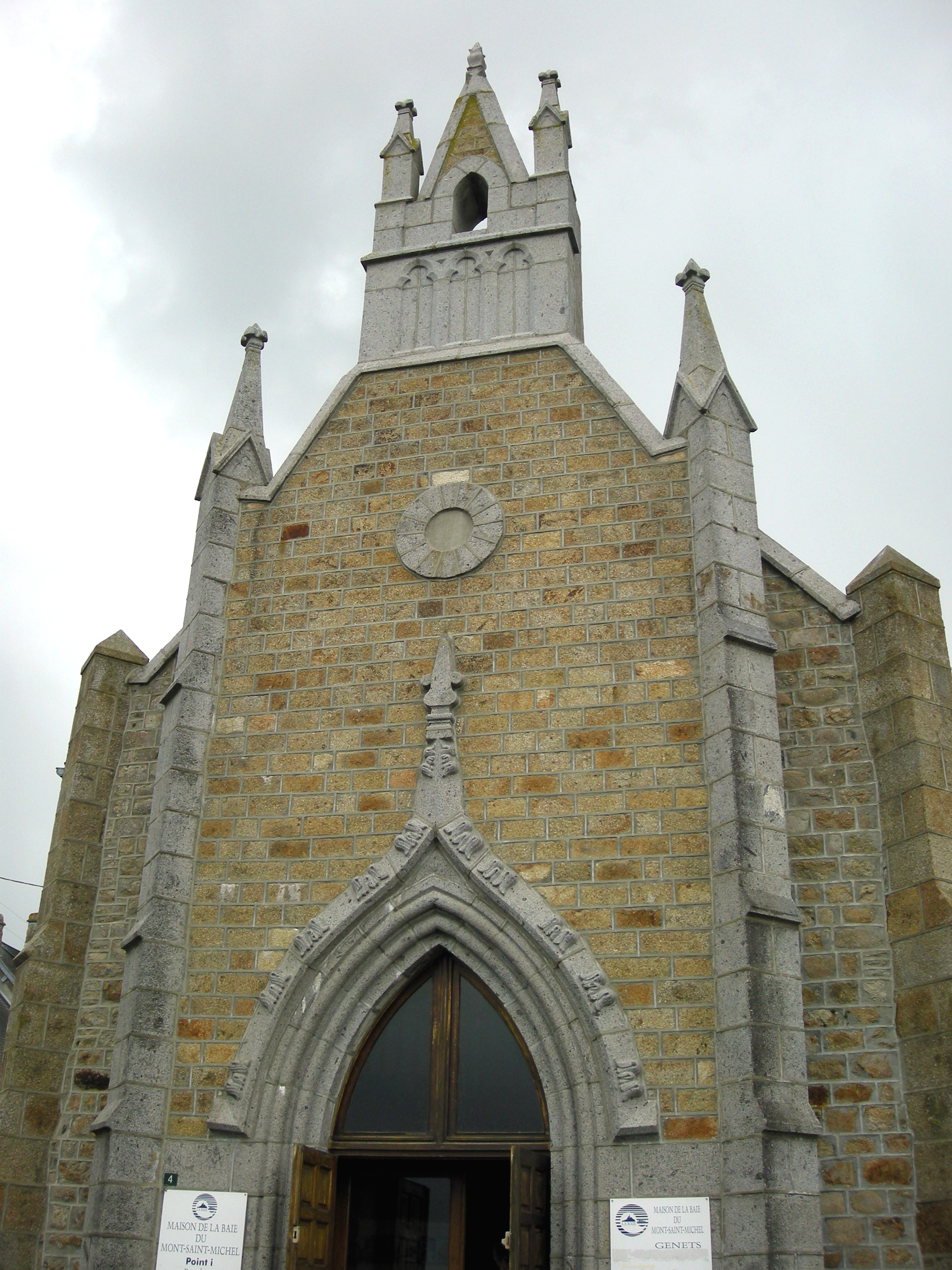
La Maison de la Baie, aménagée dans l'ancienne chapelle Sainte-Anne.

Genêts était le point d'aboutissement de nombreuses voies montoises empruntées par les pèlerins. Au Moyen Âge, la population s'éleva jusqu'à environ 3 000 âmes au XIVe siècle, l'église était alors entourée de sept chapelles dont la chapelle Sainte-Anne détruite puis reconstruite. L'église Notre-Dame est le seul monument qui nous reste de cette époque.

#### L'église
L'église de Genêts (XIIe, XIVe, XVe – XVIIIe siècles) avec un intérieur gothique et des chapiteaux romans sculptés, est placée sous le vocable de Notre-Dame et aussi sous celui de saint Sébastien.
On n'a pas de données précises sur la première église de Genêts dont certains éléments subsistent encore dans le transept actuel. Au XIIe siècle, le grand abbé du Mont, Robert de Thorigny, « releva l'église qui tombait de vétusté » et la fit consacrer en 1157. De cette époque datent le transept et la robuste tour carrée alors surmontée d'une flèche de pierre. Après le passage des Anglais qui brûlèrent l'église, les abbés-barons Nicolas Le Vitrier et Geoffroy de Servon « qui tenait la truelle à la main et l'épée de l'autre » la reconstruisirent. Lors des guerres de Religion, l'église fut pillée par les troupes de Montgomery. À la fin du XVIIe siècle, l'état des bâtiments était lamentable avec des toitures trouées, des autels croulants. Au siècle suivant, un effort se manifeste.
Aujourd'hui, ce patrimoine est l'objet de mesures conservatoires et d'un suivi attentif. L'église et le cimetière ont été classés monuments historiques le 13 juin 1959. Elle abrite des statues, des autels et autres éléments classés au titre objet aux monument historique : statue de la Vierge du XIVe siècle, classée dès 1908, maître-autel (XVIIIe), autels latéraux (XVIIe), chandeliers d'autel et croix de procession (XVIIIe), tableau l'Assomption de la Vierge (XVIIIe), statues saint Sébastien et la Vierge (XVIe) ; et inscrits, dont un tableau (XXe) mémorial aux morts de la Première Guerre mondiale de Paul Lavallé.
Le transept avec ses quatre piliers massifs et la tour implantée à la croisée de celui-ci appartient à la période romane. Certains éléments plus anciens ont été repris dans cette construction. La tour qui comprend deux étages, autrefois surmontés d'une flèche, a été remaniée au XVIe par l'abbé Guillaume de Lamps qui la coiffa d'un toit en bâtière. Les cloches d'origine fondues à la Révolution, remplacées au XIXe siècle, servaient aussi à guider les personnes égarées dans la baie par temps de brume. Sur les bancs du charmant porche sud dont la construction est attribuée à Guillaume de Lamps, au XIVe siècle, se traitaient autrefois les affaires de la paroisse.
Le chœur à chevet plat, est divisé en trois travées. Il pourrait avoir été édifié vers le milieu du XIIIe siècle . La baie du chevet est décorée d'un vitrail restauré au XIXe siècle, dont certains éléments sont du XIIIe siècle. La nef très difficile à dater a été fort remaniée au XVIIIe siècle. Une récente restauration menée a permis de découvrir une charpente du XVe siècle, à poinçon et entraits qui a été rétablie. Outre la grande verrière du chevet, l'église recèle des objets intéressants, des statues, des autels… Le peintre Alexandre-Claude-Louis Lavalley y a peint Le Christ sortant du tombeau.

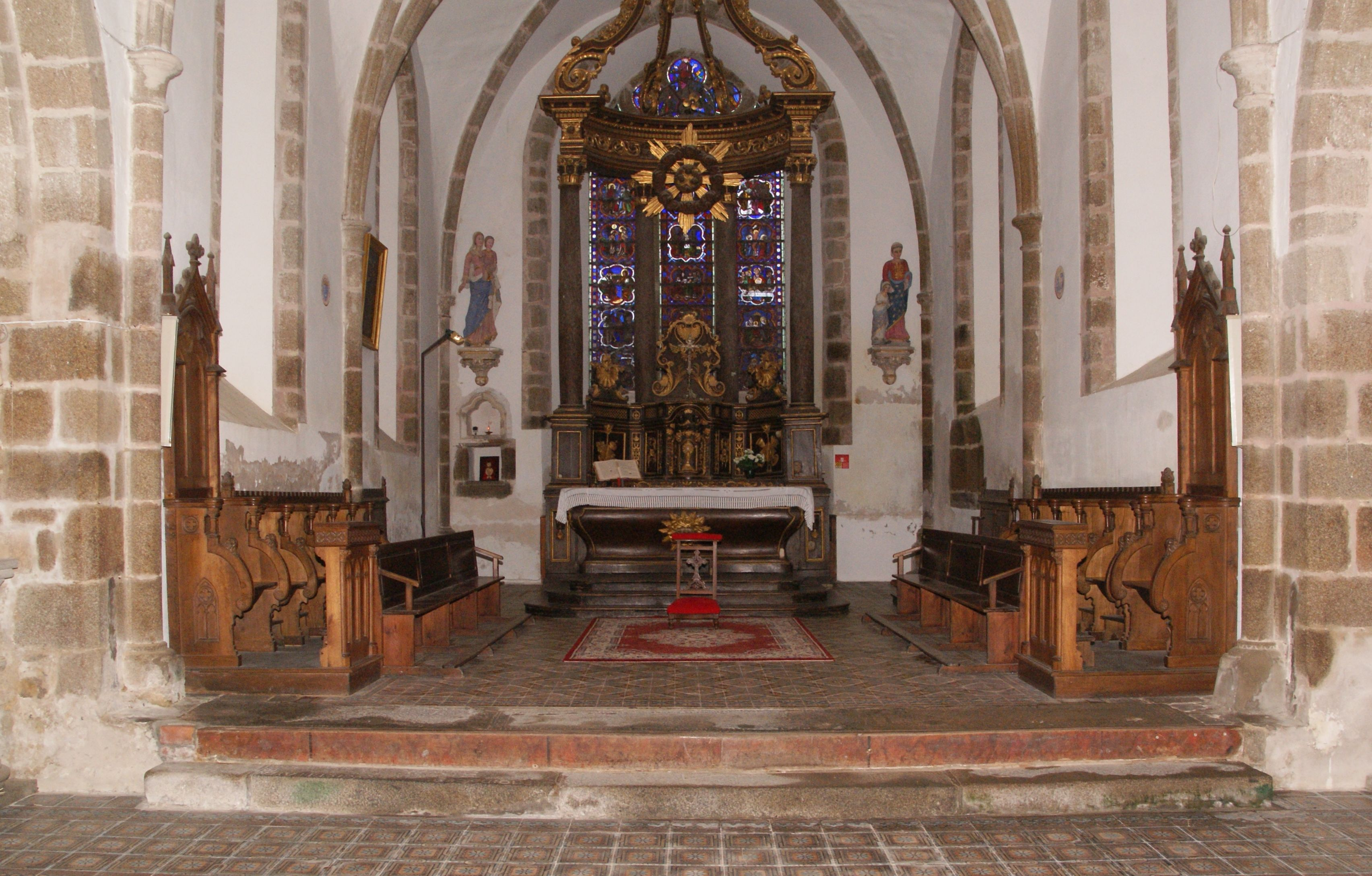
Le chœur de l'église Notre-Dame.

#### Autres lieux et monuments

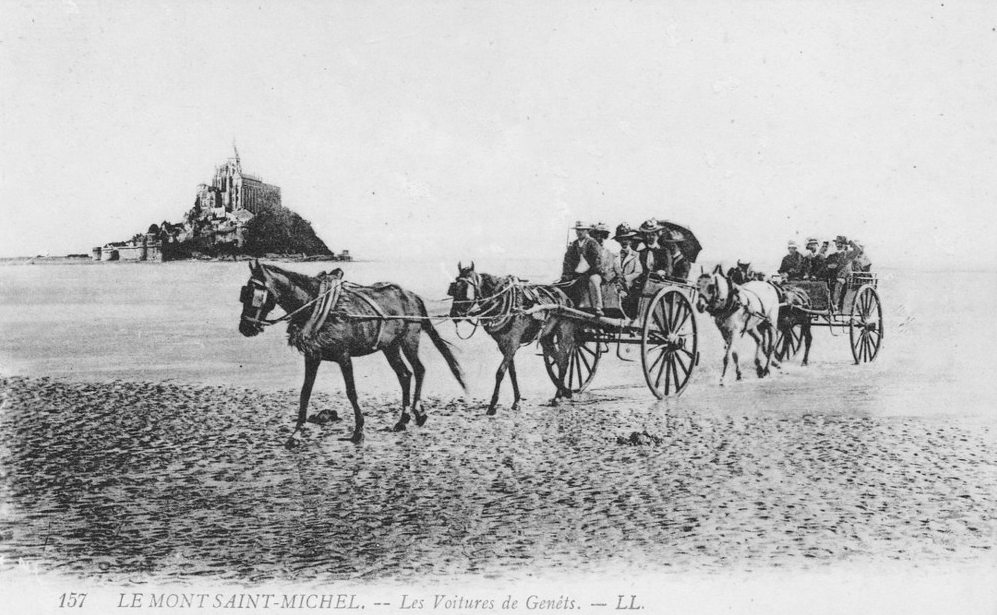
Maringotte, carriole attelée qui assurait la liaison vers le mont Saint-Michel à partir de Genêts.

- Chapelle Sainte-Anne de l'ancien Hôtel-Dieu dite léproserie du Mont Corin, reconvertie en office du tourisme. Elle fut réunie à l'Hôtel Dieu d'Avranches en 1696[55].
- Le bec d'Andaine, avec sa plage et ses dunes, qui a fait l'objet d'un récent aménagement. C'est le lieu de départ des traversées de la baie, pour atteindre Tombelaine ou le mont Saint-Michel ou des pèlerinages vers l'abbaye.
- L'hippodrome des Grèves, où chaque année se déroulent au mois de juillet des épreuves de trot.
- Jardin du prieuré.
- L'îlot de Tombelaine, qui dépend administrativement de Genêts. Propriété de l'État, réserve ornithologique, il fait l'objet d'un classement au titre des monuments historiques depuis le 9 octobre 1936[56].
- Croix de cimetière (1843).
- Ancien moulin.

### Activité et manifestations

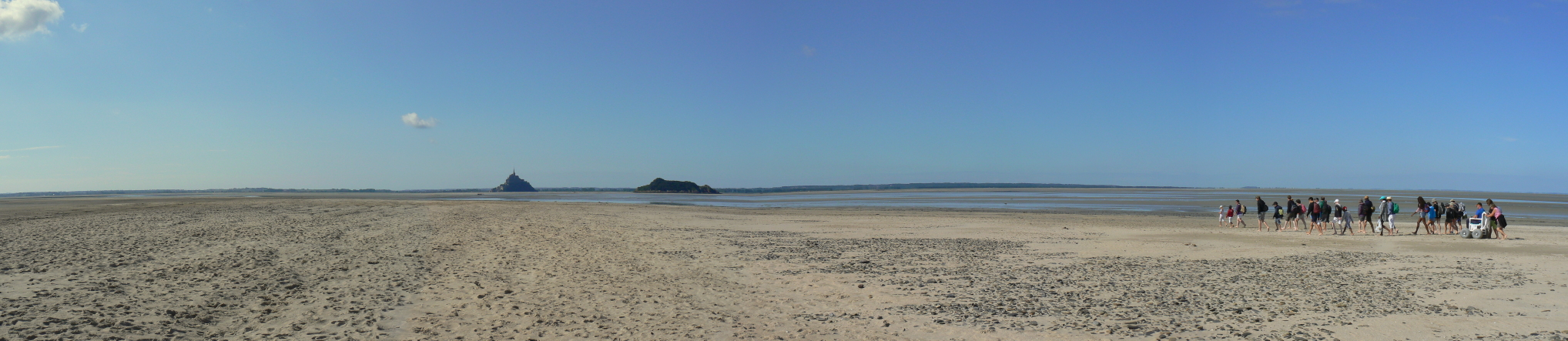
Traversée des grèves jusqu'au Mont-Saint-Michel depuis le Bec d'Andaine.

### Personnalités liées à la commune

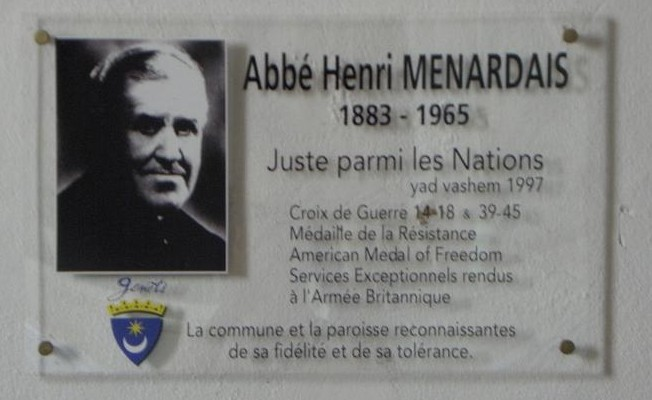
Plaque à la mémoire de l'abbé Henri Ménardais en l'église Notre-Dame de Genêts.

- Aubert d'Avranches (660-vers 725) y serait né[réf. nécessaire].
- Louis Adrian (1859-1933), créateur du casque du poilu (guerre 1914-1918) inhumé à Genêts.
- Adolphe-Alexandre Lesrel (1839-1929), peintre, né et mort à Genêts.
- Alexandre-Claude-Louis Lavalley (1862-1927), peintre, prix de Rome en 1891, il possédait une résidence secondaire à Genêts[57].
- L'abbé Henri Ménardais (1883-1965), né et enterré à Genêts, fut curé de Chalmaison de 1934 à 1952. médailles militaires 1914-1918 et 1939-1945, médaille de la Résistance, décoré par les Armées de Grande-Bretagne et des États-Unis, il fut honoré de la médaille des Justes parmi les nations à titre posthume en 1997 pour avoir caché et sauvé des centaines de Juifs pendant la Seconde Guerre mondiale, en délivrant notamment de faux certificats de baptêmes. Son nom est inscrit sur le monument de Yad Vashem à Jérusalem[58].
- Maurice Utrillo (1883-1955), peintre, a habité le bourg[réf. nécessaire].

### Héraldique
| Blason de Genêts | Blason  | D'azur au croissant d'argent surmonté d'une étoile de huit rais d'or. |
| Blason de Genêts | Détails | Le statut officiel du blason reste à déterminer.                      |